# Phyllis Povah
Phyllis Povah (21 de julio de 1893 – 7 de agosto de 1975) fue una actriz de cine y teatro estadounidense.

## Carrera
Povah debutó en el teatro de Broadway en Mr. Pim Passes By en 1921 y actuó en papeles secundarios en varias producciones durante las dos décadas siguientes, además de ser una de las protagonistas de la obra de 1923 Icebound. Obtuvo un notable éxito en un papel destacado en la producción teatral de The Women, y la obra se representó durante 18 meses, de 1936 a 1938. Cuando se planeó una versión cinematográfica, Povah y Marjorie Main fueron los únicos miembros del reparto elegidos para repetir sus papeles en la película que se estrenó en 1939. (La película fue dirigida por George Cukor).
La película fue un éxito, pero Povah continuó trabajando con regularidad en el teatro y apareció en la película Let's Face It (1943) con Bob Hope y Betty Hutton. Dear Ruth, que Povah protagonizó junto a John Dall y Virginia Gilmore, se representó en Broadway desde 1944 hasta 1946, y le proporcionó un papel importante y su mayor éxito durante la década de 1940. Hizo dos películas en 1952, The Marrying Kind con Judy Holliday y Aldo Ray, y Pat and Mike con Spencer Tracy y Katharine Hepburn, ambas dirigidas por George Cukor.
Su último papel en Broadway fue en Anniversary Waltz con MacDonald Carey y Kitty Carlisle en 1954 y 1955. La versión cinematográfica, retitulada Happy Anniversary (1959) y protagonizada por David Niven y Mitzi Gaynor, fue su última película.

## Muerte
Murió de un ataque al corazón en Port Washington, Nueva York, a los 82 años. Sus cenizas están enterradas en el Nassau Knolls Cemetery de Port Washington, Nueva York.

## Filmografía
- The Women (1939)
- Let's Face It (1943)
- The Marrying Kind (1952)
- Pat and Mike (1952)
- Happy Anniversary (1959)